# Atractocarpus pterocarpon
Atractocarpus pterocarpon är en måreväxtart som först beskrevs av André Guillaumin, och fick sitt nu gällande namn av Christopher Francis Puttock. Atractocarpus pterocarpon ingår i släktet Atractocarpus och familjen måreväxter.
Artens utbredningsområde är Nya Kaledonien. Inga underarter finns listade i Catalogue of Life.